# 語意錯誤 (電視劇)
《語意錯誤》（韓語：시맨틱 에러），韓國Watcha平台於2022年2月16日至2022年3月10日播出的原創網路劇。
本劇是講述如機器人的理工男秋尚宇（朴宰燦飾），遇上放蕩不羈的藝術男張宰英（朴栖含飾），兩人一起製作手遊，經過意外碰撞，萌生愛情的浪漫故事。
《語意錯誤》是改編自2018年於韓國RidiBooks連載的同名網路小說，作者為Jeo Soori（저수리），曾改編成同名網路漫畫、動畫、廣播劇。
此劇是韓國OTT影音串流平台WATCHA第一部投資拍攝的網劇作品，播出後在WATCHA觀看排行榜上，蟬聯多週榜首一位。
同時於台灣影音平台GagaOOLala播出，與韓國零時差同步跟播。台灣4月19日起透過friDay影音、LINE TV播出。官方中文劇名為《語意錯誤》。2022年4月21日宣布，將會推出本劇的劇本集。2022年8月31日將會推出電影版，在韓國、台灣上映。
《語意錯誤》一度拿下IMDb平均9.4分，榮登2022上半年熱播韓劇最高分，截至2022年4月23日為止，IMDb平均分數為9.0分，同樣名列前茅。另外大結局播出當日，一度衝進台灣 Google 搜尋榜亞軍，單日搜尋更破 1 萬筆。

## 演員陣容

### 主要人物
- 朴栖含 飾演 張宰英：26歲，主修視覺設計系
- 朴宰燦 飾演 秋尚宇：23歲，資訊工程系3年級

### 其他人物
- 宋智歐 飾演 崔宥娜：張宰英的摯友
- 金諾珍 飾演 柳智慧[註 1]：主修電腦工程，秋尚宇的後輩
- 金元基 飾演 高亨卓：張宰英的同系後輩
- 崔秀絹 飾演 韓秀英：張宰英與崔宥娜的同系朋友
- 車在勳 飾演 李東健
- 鄭俊喬 飾演 泰德哥

## 原聲帶
- Part.1（發行日期：2022年2月16日）

| 曲序 | 曲目           | 演唱         | 时长 |
| ---- | -------------- | ------------ | ---- |
| 1.   | Romantic Devil | 콜딘(Coldin) | 3:08 |

- Part.2（發行日期：2022年3月3日）

| 曲序 | 曲目                      | 演唱         | 时长 |
| ---- | ------------------------- | ------------ | ---- |
| 1.   | Can you stay （꿈속에서） | 콜딘(Coldin) | 3:02 |

## 劇中彩蛋
- 劇中出現的張宰英與秋尚宇兩位角色的Instagram，是真實存在，劇組特地創設的，帳號分別為@zzang_jae_0_0 以及@choosangwoo_
- 第七集秋尚宇回憶吻戲的畫面，與第六集呈現的版本不同，導演解釋，是為了顯現秋尚宇的緊張，以及因為沒有牢記，而想要再度細細品嚐的渴望。
- 第八集最後的畫面（彩蛋之前），使用的是兩位演員笑場的NG畫面，不過因為演員間的互動十分自然，導演在抉擇後，決定還是用了NG畫面。也因此獲得粉絲一致好評，紛紛讚歎原來劇中的甜蜜，已經從張宰英與秋尚宇，衍生到朴栖含與朴宰燦。
- 第四集結尾與第五集開頭的更衣間，為角色間化學變化的開端，同樣的時間下，用了不同的角度視角呈現。
- 衣服、帽子、燈光顏色等，同樣代表角色的心境轉折。

## 演員記事
- 角色徵選：朴宰燦在面試之時，導演就認定他很適合飾演秋尚宇一角，朴宰燦更是主動向經紀公司表明想出演的決心。而朴栖含曾多次婉拒導演戲約，在退出KNK團體後，原先萌生退演藝圈的念頭，但《語意錯誤》開拍前週，再度收到導演邀約，才因此決定試鏡後錄取，算是最晚加入劇組的成員之一。
- 雙朴CP：《語意錯誤》的成功，莫過於戲外經營以及兩位主演的化學變化，拍攝期間，由於朴栖含對朴宰燦展現太濃厚的愛意，被導演下達「可愛禁止令」。兩位主演193公分與177公分的身高差距，也被形容為最完美身高差。粉絲稱呼兩位主演組合為「栖燦」、「9377」等，對此，朴宰燦本人把CP粉絲名稱叫做「朴朴」。
- 人氣升溫：兩人因拍攝此劇，人氣急速攀升，朴栖含表示此劇成為他2字頭歲月的最後代表作，也很感謝有這樣的演出機會，在最低潮時拉了他一把，因此十分珍惜。朴宰燦則是透露，自己同樣在信心重挫之下，遇見了這部作品，加上朴栖含對自己的照顧，讓朴宰燦找回自己。稍微可惜的是，朴栖含在大結局播出當天入伍，粉絲都十分不捨，不過也承諾會等他退伍，開拍第二季，朴宰燦則表示希望第二季能有結婚等劇情。朴朴之間的火花，未完待續，令粉絲期待。

## 台灣代理平台
- 台灣最先由GagaOOLala代理，與韓國同步播出，GagaOOLala也證實跟播當月新加入會員，有將近半數觀眾都有收看《語意錯誤》。
- LINE TV與friDay影音，於2022年4月19日，上架《語意錯誤》第一季全集。

## 周邊商品與活動
- 韓版寫真小品：首批附贈5張小卡及2張明信片。
- 韓版劇本集：將於2022年8月24日正式上市。
- 臺版小說1~2集：由平心出版社代理，2022年6月2日於台北國際書展首賣，2022年6月8日正式上市。
- 臺灣的咖啡廳idol& Cafe，曾於2022年4月10日至11日，舉辦兩天的應援展，重現《語意錯誤》劇中場景，吸引各地粉絲朝聖。

## 提名及得獎列表
| 年度   | 頒獎典禮              | 獎項             | 入圍者           | 結果 |
| ------ | --------------------- | ---------------- | ---------------- | ---- |
| 2022年 | 第1屆青龍系列大獎     | 最佳男新人獎     | 朴含 朴宰燦      | 提名 |
| 2022年 | 第1屆青龍系列大獎     | 人氣獎           | 朴含             | 獲獎 |
| 2022年 | 第1屆青龍系列大獎     | 人氣獎           | 朴宰燦           | 獲獎 |
| 2022年 | 第8屆APAN Star Awards | 男子新人獎       | 朴栖含           | 提名 |
| 2022年 | 第8屆APAN Star Awards | 男子人氣獎       | 朴宰燦           | 獲獎 |
| 2022年 | 第8屆APAN Star Awards | 最佳情侶獎       | 朴栖含與朴宰燦   | 獲獎 |
| 2022年 | 第58屆大鐘獎          | 大眾矚目視線獎   | 語意錯誤(電影版) | 提名 |
| 2022年 | 第58屆大鐘獎          | New Wave男演員獎 | 朴宰燦           | 獲獎 |

## 外部連結
- 官方网站－Watcha
- 官方网站－GagaOOLala（繁體中文）